# المطوع
المطوع هو مجتمع مسلم يتواجد في ولاية كجرات في الهند وإقليم السند في باكستان، وهي إحدى المجتمعات البدوية الرعوية الملدارية (الملداري مصطلح يطلق على مجموعة واسعة من الرعاة) الذين يتواجدون بشكل كبير في منطقة باني التابعة لكوتش.

## التاريخ والأصل
وترجع أصول المطاوعة إلى العرب من قبيلة قريش، وصل أسلافهم إلى جنوب آسيا مع محمد بن قاسم، الفاتح العربي لسند. استقروا في كراتشي وحيدر أباد وميربوركهاس في السند. وحينما طلب حاكم تالبور الزواج من أحد فتيات المطاوعة، رفضوا ذلك، فاضطروا بعد ذلك إلى النزوح إلى السند واستقرو في منطقة باني من كوتش.